# Agent (economie)
Een agent of ecomisch subject, is een actor en beslisser in een model. Elke agent wordt getypeerd doordat deze beslissingen neemt door het oplossen van een goed of slecht gedefinieerd optimalisatie/keuzeprobleem. De term agent is gelijkwaardig aan speler in de speltheorie.
Zo zijn kopers en verkopers twee gebruikelijke typen agenten in partieel evenwichtmodellen van een enkelvoudige markt. Macro-economische modellen, vooral dynamisch stochastische algemeen evenwichtsmodellen, expliciet gebaseerd op microgrondslagen, maken vaak een onderscheid tussen huishoudens, bedrijven, regeringen of centrale banken als de belangrijkste typen van agenten in de economie. Elk van deze agenten kan overigens meerdere rollen in de economie spelen; huishoudens kunnen in dit model bijvoorbeeld ook als consumenten, werknemers en als kiezers optreden. Sommige macro-economische modellen onderscheiden zelfs meerdere soorten agenten, zoals werknemer en klant of commerciële banken.

## Voetnoten
1. ↑  Lucas, R. jr. (1980): 'Equilibrium in a pure currency economy' in Economic Inquiry, Volume 18, Issue 2, p. 203-220
2. ↑  Fuerst, T.S. (1992): 'Liquidity, loanable funds, and real activity' in Journal of Monetary Economics, Volume 29, Issue 1, p. 3-24